# St. Jakobus der Ältere (Dürrenwaldstetten)

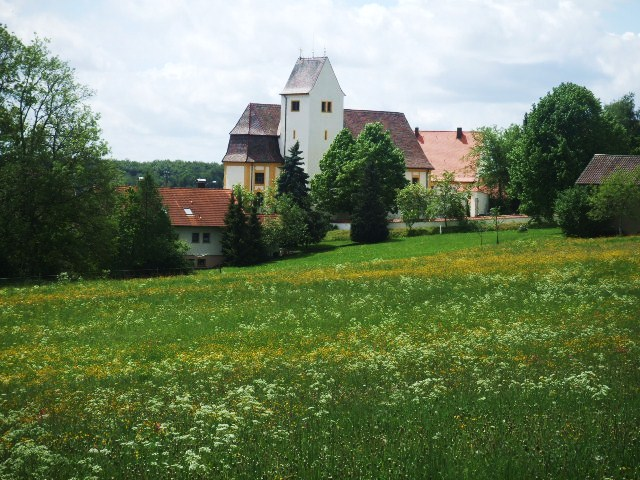
St. Jakobus der Ältere in Dürrenwaldstetten

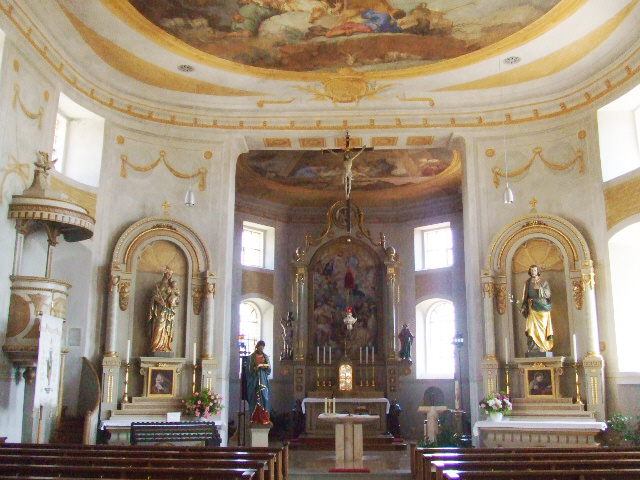
Innenansicht

Die römisch-katholische Pfarrkirche St. Jakobus der Ältere steht in Dürrenwaldstetten, einem Ortsteil der Gemeinde Langenenslingen im Landkreis Biberach in Baden-Württemberg. Die Pfarrei gehört zum Dekanat Biberach der Diözese Rottenburg-Stuttgart. Das Denkmal ist nach dem baden-württembergischen Denkmalschutzgesetz beim Landesamt für Denkmalpflege Baden-Württemberg eingetragen.

## Beschreibung
Die Saalkirche wurde 1782 nach einem Entwurf von Januarius Zick errichtet. Sie besteht aus einem Langhaus, das größer war als das des Vorgängerbaus, einem eingezogenen, dreiseitig geschlossenen Chor im Osten, dessen Mauern noch aus dem Mittelalter stammen, und einem Chorflankenturm an seiner Nordseite, der im Kern von einer mittelalterlichen Wehrkirche stammt, zu erkennen an den Schießscharten. 
Der Innenraum des Langhauses ist mit einer Flachdecke überspannt. Die Deckenmalerei im Langhaus zeigt die Verkündigung an die Hirten und die Anbetung der Könige, die im Chor die Anbetung der Hirten. Zur Kirchenausstattung gehört ein Hochaltar, über dem sich ursprünglich ein 1623 von Johann Matthias Kager gemaltes Bild befand, das 1728 von Franz Joseph Spiegler ausgetauscht wurde.
Die Orgel wurde 1972 von der Späth Orgelbau errichtet.